# Новое начало

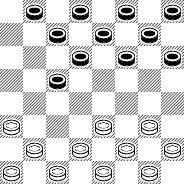
Табия дебюта Новое начало

 Новое начало — дебют в русских шашках. Табия дебюта
возникает после ходов 1.cd4 bc5. 2.d:b6 a:c5. Размен противоречит принципам позиционной игры и поэтому мало применялся на практике. Черные получают плохую игру и при точной защите могут получить ничью. В ряде вариантов получается острая игра. Название дебют получил в 40-е годы XX века. Его играют в целях отхода от привычных дебютных схем, для чего также применяют размен 2…c:a5.